# 華頂宮博經親王
博經親王在嘉永4年（1851年）出生，伏見宮邦家親王第12王子，被孝明天皇當為養子並親王宣下。後來曾一度進入知恩院出家，稱尊秀入道親王。明治維新後還俗，以知恩院的山號華頂山作為宮號，創設華頂宮。明治三年（1870年）到美國安那波利斯美國海軍學院留學，至明治六年（1873年）回國。明治九年（1876年）任命為海軍少將，同年去世，年26歲。

## 經歷
| 嘉永4年（1851年）3月18日   | 誕生                                   |
| 嘉永5年（1852年）10月12日  | 繼承知恩院                             |
| 萬延元年（1860年）8月27日  | 成為孝明天皇猶子                       |
| 萬延元年（1860年）         | 成為德川家茂猶子                       |
| 萬延元年（1860年）11月29日 | 親王宣下・名博經                       |
| 萬延元年（1860年）12月29日 | 落飾・成為知恩院門跡・法名尊秀入道親王 |
| 慶應4年（1868年）1月7日    | 復飾・復名博經親王                     |
| 慶應4年（1868年）1月10日   | 華頂宮家創設                           |
| 明治元年（1868年）9月18日  | 元服                                   |
| 明治3年（1870年）6月       | 留學美國                               |
| 明治5年（1872年）8月       | 歸國                                   |
| 明治9年（1876年）5月13日   | 任海軍少將                             |
| 明治9年（1876年）5月24日   | 薨去                                   |

## 血缘
- 父母：伏見宮邦家親王 - 妃鷹司景子 - （實母）堀内信子
- 兄弟：晃親王 - 嘉言親王 - 讓仁親王 - 朝彥親王 - 微妙院 - 貞教親王 - 喜久宮 - 彰仁親王 - 能久親王 - 誠宮 - 愛宮 - 博經親王 - 智成親王 - 貞愛親王 - 清棲家教 - 載仁親王 - 依仁親王（女子省略）
- 妻：南部郁子
- 子：
  - 第一王子：華頂宮博厚親王（母：妃郁子）